# Sympterygia
A Sympterygia a porcos halak (Chondrichthyes) osztályának rájaalakúak (Rajiformes) rendjébe, ezen belül az Arhynchobatidae családjába tartozó nem.

## Tudnivalók
A Sympterygia-fajok előfordulási területe Dél-Amerika déli felének a partjai mentén van. A Sympterygia acuta nevű ráján kívül, amely az Atlanti-óceán délnyugati részén él, az összes többi faj a Csendes-óceán délkeleti részén fordul elő. Ezek a ráják fajtól függően 38-150 centiméteresek.

## Rendszerezés
A nembe az alábbi 4 élő faj tartozik:
- Sympterygia acuta Garman, 1877
- Sympterygia bonapartii J. P. Müller & Henle, 1841 - típusfaj
- Sympterygia brevicaudata (Cope, 1877)
- Sympterygia lima (Poeppig, 1835)